# Digital signage

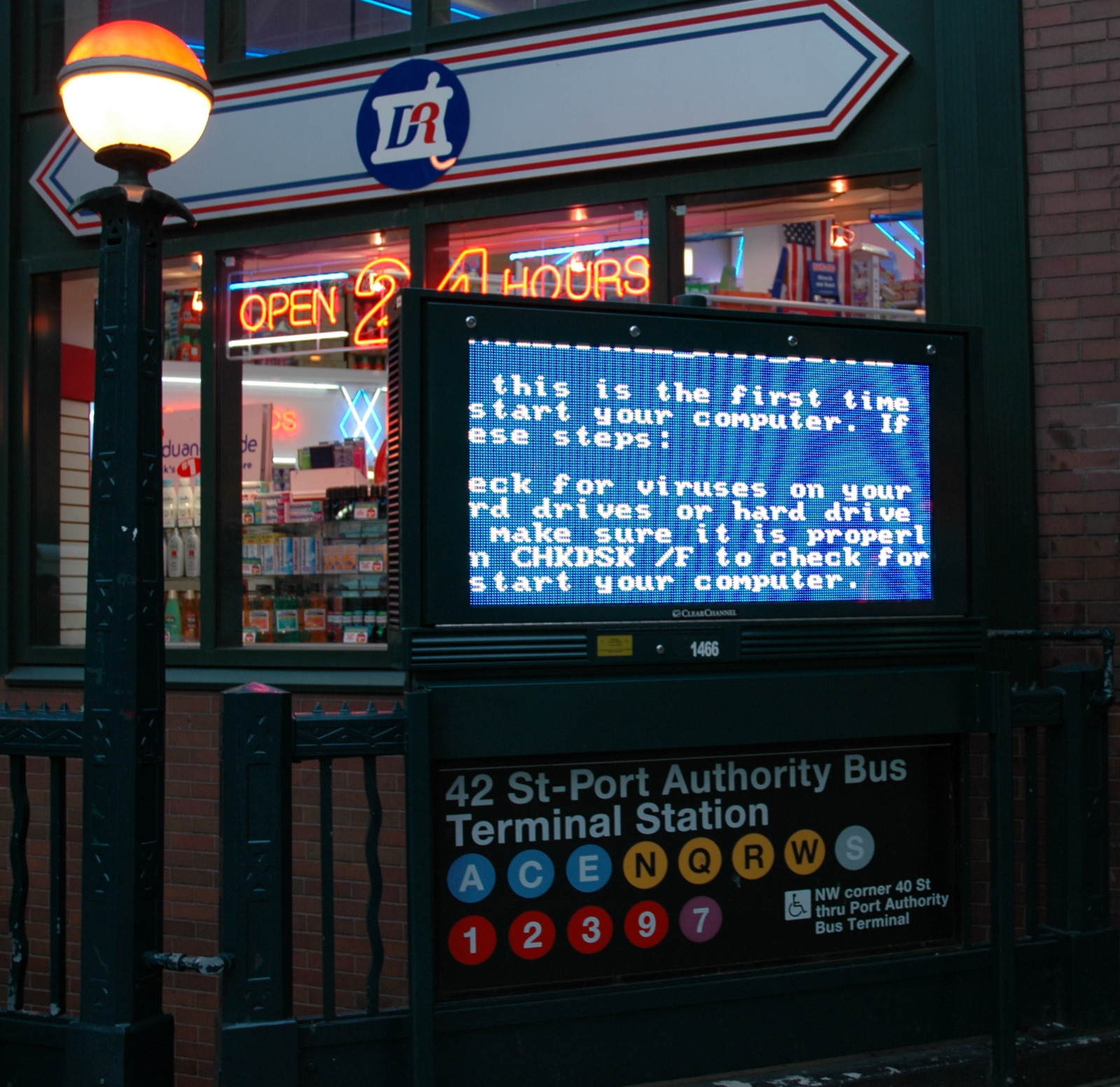
Digital signage

Digital signage je systém digitálních zobrazovacích zařízení ve veřejně přístupných prostorách. Jejich účelem je obvykle zobrazení informačních, navigačních informacích a především digitálně řízená reklama.
Hlavními přínosy digital signage zařízení oproti statickým informačním a reklamním zařízením jsou:
- možnost okamžité obměny obrazové informace bez zásahu do zařízení (u klasických médií je například nutné vyměnit plakát)
- zobrazení více informací, nebo reklamních spotů na jednom nosiči
- vysílání dynamických spotů, předělů a prokládacích efektů.
- stálý svit obrazové informace, což například u venkovních LED obrazovek upoutává více, než klasické, ve dne nesvítící plochy.

Typickým příkladem digital signage zařízení jsou propagační obrazovky v obchodech.
Dalším běžně využívaným modelem je komerční síť reklamních obrazovek s nabídkou prodeje vysílacího času (podobně jako u televizního vysílání). Existuje více modelů komunikace s pozorovateli zařízení. Může se jednat o opakované vysílání reklamních spotů ve smyčce, dále aplikace doplňkových informací v rámci reklamního vysílání (např. informace o počasí, aktuálním čase, situaci v dopravě, kulturní servis apod.). Model vysílání pořadů s delší stopáží prokládaný reklamními pásmy je využíván tam, kde lze zaručit, že pozorovatel má dostatek času na sledování pořadu (typicky čekárny a odpočinkové místnosti).

## Funkce
- Navigační - slouží jako navigátor po budovách, v areálech a velkých nákupních centrech
- Informační - zobrazuje data, informace a alarmní hlášení
- Reklamní - zobrazuje reklamu
- Zábavní - zobrazuje obsah určený k pobavení
- Motivační

## Rozmístění prostředků digital signage
- Komunikace, pěší zóny, významné křižovatky – venkovní reklamní plochy
- Obchodní domy, nákupní centra – pasáže center, výtahy, foyer, hlavní přístupové cesty, venkovní průčelí
- Obchody a prodejní místa
- Multikina – foyer, gastro zařízení
- Nemocnice, ordinace, čekárny ordinací
- Kadeřnické a kosmetické salóny
- Fitness a wellness centra, lázeňské zařízení
- Stravovací (gastro) zařízení, fast foody
- Restaurace, bary, diskotéky
- Kulturní centra a zařízení
- Sportovní areály – interiérové obrazovky ve foyer, VIP salónkách, přístupových cestách, mantinely na hrací ploše, velkoplošné obrazovky a kostky
- Zábavní parky, kulturní a vzdělávací střediska
- ZOO, botanické zahrady…

## Jako zobrazovacích médií je využíváno
- Interiérové LCD, CRT a plazmové obrazovky
- Venkovní LED, CRT a lampové obrazovky
- Infokiosky
- Obrazovek bankomatů
- Projektor v kombinaci s promítací plochou (plátno, stěna, mlhová stěna, samolepka na skle, vodní stěna apod.) – přední a zpětná projekce
- Speciální reklamní zařízení jako rotační LED válec, podlahová plocha, interaktivní podlahové promítací plátno…

## Doplňkové možnosti zařízení
- Zvuková aparatura - většinou stereo reproduktory, dále směrový zvuk – novinka v akustice, kdy se paprsek zvuku usměrňuje na úzký kužel zvuku -slyšitelný pouze uvnitř kužele.
- Interaktivní prvky – klávesnice, dotyková obrazovka, trackball - především u infokiosků
- Prvky komunikace – Bluetooth, SMS, MMS…

## Řízení zobrazování
Výhodou těchto zařízení je možnost vzdáleného řízení přes internet, kdy je z počítače v kanceláři zadávána skladba vysílání na řídící server. Následně server zařídí pomocí internetového připojení, aktualizaci vysílacího schéma na všech obrazovkách v systému (neomezená vzdálenost mezi serverem a obrazovkami). Aktualizace se tak děje okamžitě, nebo v určený časový okamžik a je možné aktivně sledovat činnost všech zařízení z jednoho místa.
Kde není možné vytvořit internetové připojení, nebo zřízení vlastní komunikační sítě, je možné využít přenos dat na zobrazovací zařízení pomocí CD a DVD nosičů, dále flash disků a také bezdrátově (wifi, IR…) na krátké vzdálenosti (přes notebook).